# Strage del kibbutz Metzer
La strage del kibbutz Metzer fu un attacco terroristico palestinese avvenuto il 10 novembre 2002 nel kibbutz Metzer, in Israele. L'attentatore palestinese, nell'attacco rivendicato dalla Brigata dei Martiri di al-Aqsa, uccise 5 civili israeliani, tra cui 2 bambini.
L'attentatore, il palestinese Sirhan Sirhan (solo omonimo dell'assassino del senatore statunitense R.F. Kennedy) uccise la regista Revital Ohayoun, 34 anni, ed i suoi due bambini (Matan, 5 anni, e Noam, 4 anni), uccisi nei loro letti, Tirza Damari, 42 anni, e Yitzhak Drori, 44 anni, il segretario del kibbutz, che stava rispondendo al fuoco.
La casa dell'attentatore fu demolita il 19 dicembre 2002 dalle Forze di difesa israeliane (IDF). Il 3 ottobre 2003, Sirhan venne ucciso dallo Yamam, un'unità antiterrorismo dell'IDF, durante un tentativo di arrestarlo.